# Куяча (река)
Куяча — река в России, протекает по Алтайскому району Алтайского края. Устье реки находится в 165 км по правому берегу реки Песчаная. Длина реки составляет 30 км, площадь водосборного бассейна 292 км².

## Притоки
- 2 км: Барашек
- 10 км: Кыркыла
- 14 км: Куяченок

## Данные водного реестра
По данным государственного водного реестра России относится к Верхнеобскому бассейновому округу, водохозяйственный участок реки — Обь от слияния рек Бия и Катунь до города Барнаул, без реки Алей, речной подбассейн реки — бассейны притоков (Верхней) Оби до впадения Томи. Речной бассейн реки — (Верхняя) Обь до впадения Иртыша.